# Roberto Alves
Roberto Alves (Wetzikon, Zürich kanton, 1997. június 8. –) svájci korosztályos válogatott labdarúgó, a lengyel Radomiak középpályása.

## Pályafutása

### Klubcsapatokban
Alves a svájci Wetzikon városában született. Az ifjúsági pályafutását a Gossau és a Hinwil csapatában kezdte, majd a Grasshoppers akadémiájánál folytatta.
2018-ban mutatkozott be a Grasshoppers másodosztályban szereplő felnőtt keretében. A 2017–18-as szezonban a Wil, míg a 2018–19-es szezonban a Winterthur csapatát erősítette kölcsönben. 2020 januárjában a Winterthurhoz igazolt. Először a 2020. január 25-ei, Kriens ellen 0–0-ás döntetlennel zárult mérkőzésen lépett pályára. Első gólját 2020. július 30-án, szintén a Kriens ellen 4–0-ra megnyert találkozón szerezte meg. 2022. július 1-jén hároméves szerződést kötött a lengyel első osztályban érdekelt Radomiak együttesével. 2022. július 17-én, a Miedź Legnica ellen 1–1-es döntetlennel zárult bajnokin debütált. 2022. augusztus 14-én, a Lechia Gdańsk ellen 4–1-re megnyert mérkőzésen megszerezte első gólját a klub színeiben.

### A válogatottban
Alves az U16-ostól az U20-asig minden korosztályú válogatottban képviselte Svájcot.

## Statisztika
2022. október 31. szerint.
| Klub                    | Szezon   | Bajnokság              | Bajnokság | Bajnokság | Kupa  | Kupa  | Nemzetközi | Nemzetközi | Összesen | Összesen |
| Klub                    | Szezon   | Bajnokság              | Mérk.     | Gólok     | Mérk. | Gólok | Mérk.      | Gólok      | Mérk.    | Gólok    |
| ----------------------- | -------- | ---------------------- | --------- | --------- | ----- | ----- | ---------- | ---------- | -------- | -------- |
| Wil (kölcsönben)        | 2017–18  | Swiss Challenge League | 16        | 2         | 0     | 0     | —          | —          | 16       | 2        |
| Winterthur (kölcsönben) | 2018–19  | Swiss Challenge League | 33        | 6         | 0     | 0     | —          | —          | 33       | 6        |
| Grasshoppers            | 2019–20  | Swiss Challenge League | 9         | 1         | 0     | 0     | —          | —          | 9        | 1        |
| Winterthur              | 2019–20  | Swiss Challenge League | 15        | 1         | 2     | 0     | —          | —          | 17       | 1        |
| Winterthur              | 2020–21  | Swiss Challenge League | 27        | 5         | 2     | 1     | —          | —          | 29       | 6        |
| Winterthur              | 2021–22  | Swiss Challenge League | 33        | 12        | 1     | 0     | —          | —          | 34       | 12       |
| Winterthur              | Összesen | Összesen               | 75        | 18        | 5     | 1     | 0          | 0          | 80       | 19       |
| Radomiak                | 2022–23  | Ekstraklasa            | 15        | 3         | 0     | 0     | —          | —          | 15       | 3        |
| Összesen                | Összesen | Összesen               | 148       | 30        | 5     | 1     | 0          | 0          | 153      | 31       |

## Sikerei, díjai
Winterthur
- Swiss Challenge League
  - Feljutó (1): 2021–22